# 공주 신관리 석실고분
공주 신관리 석실고분(公州新官里石室古墳)은 대한민국 충청남도 공주시 신관동 시목동 마을의 뒷산 언덕에 위치한 2기의 백제시대 무덤이다. 1976년 1월 8일 충청남도의 기념물 제7호로 지정되었다. 면적은 450m2이다.

## 개요
시목동 마을의 뒷산 언덕에 위치한 2기의 무덤이다.
백제의 무덤으로 시목동 무덤이라고도 하는데, 1호 무덤과 2호 무덤의 구조양식과 규모는 거의 같다. 널방(현실)은 여러장의 큰 판돌을 사용하였고, 널길(연도)은 남쪽 가운데에 있다. 널방의 높이는 150cm 정도인데, 천장 부분이 수평이 아닌 합장식 형식을 띤 맞배천장으로, 옆면이 사람 인(人)자 모양을 하고 있는 것이 특징이다. 도굴된 상태에서 발견되어 부장품은 전혀 찾아볼 수 없다.
이 무덤은 백제 중기의 특이한 양식을 그대로 보여주고 있는 것으로, 당시 건축, 무덤 축조연구에 중요한 자료를 제공해 주고 있다.

## 참고 자료
- 공주신관리석실고분 - 국가유산청 국가유산포털